# 安迪·唐科维奇
安德鲁·爱德华·唐克维奇（英語：Andrew Edward Tonkovich，1922年11月1日—2006年9月2日），美国职业篮球运动员，NBA历史上第二位选秀状元，也是第一位在NBA出场的状元。
唐克维奇被普罗维登斯蒸汽压路机队在1948年第一轮第一顺位选中，他大学期间就读于马歇尔大学。在BAA赛场，唐克维奇只打了一个赛季的球，总共出场17次，得到44分和10次助攻。